# Кьенге, Сесиль
Сесиль Кьенге Кашету (итал. Cécile Kyenge Kashetu, 28 августа 1964 в Камбове (Конго)) — итальянский политик, министр по делам интеграции в правительстве Энрико Летты.
Первый чернокожий министр в стране.

## Биография
Родилась в Конго, по образованию окулист.
Проживает в Италии с 1983 года, куда приехала на обучение.
Кьенге стала гражданкой Италии, выйдя замуж за итальянца. В 2004 году была избрана местным депутатом в одном из районов Модены от партии «Левые демократы».
В 2013 году избрана в Палату депутатов и с 19 марта 2013 года входила во фракцию Демократической партии. С 7 мая 2013 года являлась членом III комиссии (иностранные дела и связи с европейскими странами), 25 июня 2014 года досрочно сдала депутатский мандат.
С 28 апреля 2013 года по 22 февраля 2014 года являлась министром без портфеля по вопросам интеграции в правительстве Летта. Сразу после назначениям министром в конце апреля 2013 года получила в свой адрес целый ряд оскорбительных высказываний, связанных с её происхождением, особенно от ультраправых политиков, на что Сесиль Кьенге заявила, что она чёрная и гордится этим.
Расистские высказывая в адрес министра продолжились и далее.
В июле 2013 года сенатор Роберто Кальдероли сравнил министра с орангутаном, но позже извинился и объяснил своё высказывание неудачной шуткой.
На заседании Демократической партии Италии в конце того же месяца Сесиль Кьенге закидали бананами.
В качестве главы ведомства по делам интеграции вызвала возмущение правых активистов тем, что выступала за упрощение процедуры получения итальянского гражданства эмигрантами.
24 июня 2013 года после отставки Йозефы Идем её обязанности были перераспределены между другими членами правительства. В частности, Департамент по делам молодёжи и национальной гражданской службы перешёл в ведение Сесиль Кьенге.

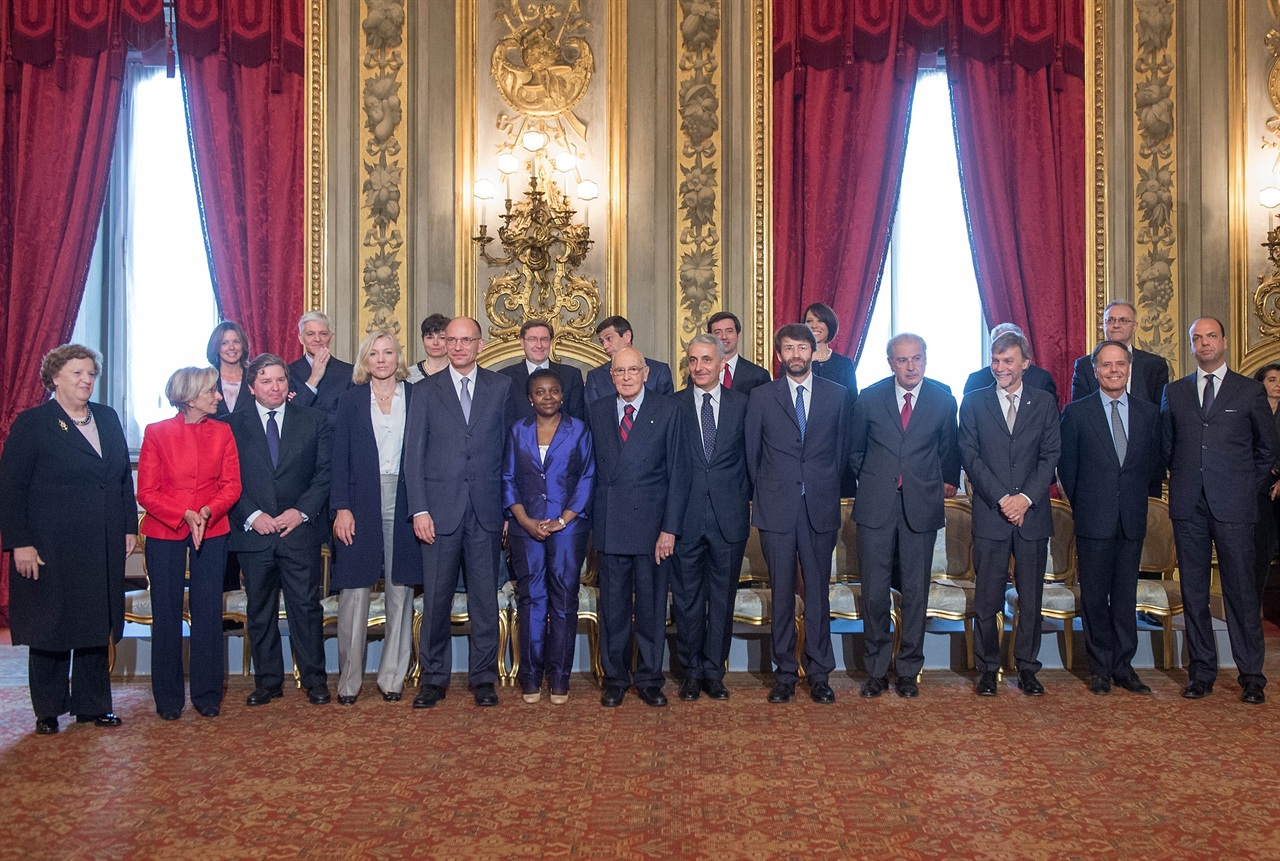
Сесиль Кьенге в центре между Энрико Летта и Джорджо Наполитано

По итогам европейских выборов 2014 года стала депутатом Европейского парламента от Демократической партии, состояла во фракции Прогрессивного альянса социалистов и демократов. Заместитель председателя итальянской делегации в Паритетной парламентской ассамблее стран АКТ и Евросоюза, член Комиссии по гражданским свободам, правосудию и внутренним делам и Делегации по связям с Панафриканским парламентом.
На европейских выборах 2019 года выставила свою кандидатуру в северо-восточном избирательном округе Италии, но потерпела поражение по итогам голосования.
В июле 2019 года неназванный 60-летний житель Лоди приговорён к шести месяцам тюремного заключения за изготовление и распространение в 2013 году листовок с изображением Сесиль Кьенге в виде обезьяны. Он одновременно осуждён дополнительно ещё на восемь месяцев, поскольку при обыске в его квартире обнаружили фашистские регалии и патроны военного образца с пулями в металлической оболочке.
В период эпидемии COVID-19 работала в благотворительной организации, оказывая медицинскую помощь нуждающимся на дому, в 2021 году получила место семейного врача в Падуе, вызвав протесты Федерации врачей общей практики, поскольку Кьенге имеет квалификацию окулиста.

## Семья
Кьенге замужем за Доменико Гриспино, который в феврале 2019 года пошёл на выборы в коммунальный совет Кастельфранко-Эмилия по списку Лиги Севера. В программе Zanzara на Radio 24 он заявил, что не обсуждал с супругой свои намерения, а также не возмущается лозунгом «Aiutiamoli a casa loro» (Поможем им у них дома), который, по его мнению, необходим Сальвини только для предотвращения внутреннего раскола партии.